# Бел UH-1 Ироквојс Хјуи
Бел UH-1 Ирокез (енгл. Bell UH-1 Iroquois), међу америчким војницима и америчкој јавности познатији као Хјуи (енгл. Huey), је вишенаменски лакши војни хеликоптер, погоном са једним турбоелисни мотор, који је због свог интезивног учешћа обележио Вијетнамски рат.
Израђен је према захтеву америчке војске из 1955. године ради вишенаменског хеликоптера. Првобитно је био осмишљен да буде коришћен у медицинској служби, али се касније пронашло да може бити и савршен у пребацивању трупа на различите локације и њиховом избављању од опасности; иако је, по некима, био предвиђен за само шест путника (искључујући посаду). Први свој лет је обавио 22. октобра 1956. г. Због своје првобитне ознаке HU-1 (helicopter utility - вишенаменски хеликоптер) добио је свој горе поменути надимак.
Више од 16.000 их је направљено широм света.
Рат у Вијетнаму приморао је америчку војску да скроз преоријентише дотадашњу ратну стратегију и развије нову у којој ће хеликоптери играти битну улогу, па је стога, између осталог, почев од 1962. године почела да користи и овај Белов тип, који је учествовао у најразличитијим спасилачким подухватима за време рата, спасивши притом преко 400.000 рањеника, што му је донело нарочит углед и популарност у америчкој војсци. Верује се да их је између 5-7.000 виђено само у Вијетнаму. Излажући се тамо често опасностима оборено их је 2.500, а према неким незваничним проценама та цифра прелази 3.000, што је коначно довело неке до идеје о јуришном хеликоптеру.
Најмање три цивилне верзије настале су по узору на Бел UH-1 Ирокез Хјуи. Почев од 1978. године његово место у војсци преузима UH-60 Блек Хоук, који је израђен да може преносити 50% више терета и трупа преко веће удаљености и при вишој брзини.

## Развој
Године 1952. године, америчка војска је покренула конкурс ради новог хеликоптера који би послужио превасходно за медицинску евакуацију (енгл. MEDEVAC), школску и опште јавну употребу. Закључено је да су дотадашњи хеликоптери типа H-34 (који су коришћени у Вијетнаму почев од 1961) били прегломазни, недовољно или превише комплексни да би се лако одржавали. „Бел хеликоптери“, компанија која је одраније имала доста успеха с типом 47G, успела је 1955. године поново да заинтересује војску, овај пут својим типом 204 с турбинским мотором, који је обавио свој први лет 22. октобра 1956. године под ознаком XH-40. Војска је прихватила први примерак септембра 1958 г., а од наредне године јула месеца ушао је у масовну производњу бивајући притом означен као HU-1A. Званично је именован „Ирокез“ (по индијанском племену Ирокези), али му је касније наденут надимак Хјуи, због оригиналне ознаке HU-1, који се одржао и онда када је 1962. године војска променила ознаку у UH-1. Почев од 1960. године постепено ће смењивати хеликоптере типа Сикорски H-19D у санитетским јединицама.
Све док компанија Авко-Лајкоминг енџин (енгл. Avco Lycoming engine) није развила свој турбо-вратилни мотор T53, дотле су хеликоптери били покретани на клипни мотор. Овај мотор, којег одликују лакоћа и много мање вибрације и буке, заменио је поприлично сложене и тешке за одржавање клипне моторе, а појавом Хјуија стекао је славу. Али, упркос томе што је UH-1 Хјуи доказао да су турбински хелиоптери изузетно побољшање што се тиче прве генерације обртно-крилних машина, војска је, оценивши да је рањив од ватре са земље, као и да није у стању да оперише успешно при лошим временским условима, крајем 60их и почетком 70их почела да израђује захтев за нову, више борбенију машину која би га на крају заменила.

### 
У периоду између 1963. и 1968. године војска је израдила низ верзија Хјуи хеликоптера од којих су неке, попут UH-1B и AH-1G, имале изражен утицај на потоње верзије. Производња верзије B (UH-1B) почела је марта 1961. године и за четири године достигла нешто више од 1.000 примерака. У Вијетнам су почели да пристижу 1963. г.
Ова верзија нисколетећег јуришног хеликоптера с побољшаним мотором од 716 kW (T53-L-5), наоружана с два или четири митраљеза М60 калибра 7,62 mm и с четрнаест (а каткад и с тридесет и шест) ракетних пројектила од 2,75 инчи (70 mm) с обе стране, показала се у каснијој фази Вијетнамског рата делотворном против оклопних јединица, уништивши осам северновијетнамских тенкова, као и у пружању подршке речним јединицама у делти реке Меконг.
Раних 60их, недуго након што су послати први амерички хеликоптери у Јужни Вијетнам, војска је развила верзију B, означивши је као UH-1D, која је имала дуже тело с кабином која је могла издржати шест носила с тежим рањеницима или девет лакше повређених.
Верзија C, у жаргону звана и Хјуи Крмак (енгл. Huey Hog), с погоном на развијенију верзију мотора T53-L-11 од 820 , предвиђена је за не више од четири особе, наоружана је различитом врстом оружја: од по два митраљеза типа M60 калибра 7,62 mm, топова калибра 40 mm, па све до ракета од 70 mm; а пилоти су посебно давали првенство XM-5 систему користећи бацач граната М75. Деловала је по потреби и током опасних временских условима ради испомагања опкољених конвоја. У употребу је уведена 1965. г.
Верзија D, позната под надимком Глатки (енгл. Slick), пошто је била предвиђена да издржи чак и до петнаест лица, имала је другачији мотор (T53-L-11), који је тежио 1,1 тону. Такође, оно што је чини још посебнијом јесте оружани систем XM-21. Уведена је у упоребу 1963. године, а почев од 1967. је у служби је америчких оружаних снага, с примарним задатком да скупља рањенике и односи их са бојишта.
Такође, коришћена је и приликом обављања задатака типа „пронађи и уништи“ (енгл. Search and destroy). Успешно је слетела и узлетела јула 1967. године са тада експерименталне платформе ATC(R) најмање у оно време којом је располагала америчка морнарица.
Верзија E је изведена из верзије B за потребе америчке морнаричке пешадије и у складу с тим уведена јој је роторна кочница, специјална авијациона електроника, као и спасилачка дизалица. Разоружан, UH-1E је био савршена извиђачка летелица, али је чешће преусмераван на задатке другачије природе, као што је нпр. оскрбљавање удаљених база.
Верзија F је такође изведена из верзије B, али за потребе америчког ваздухопловства и у складу с тим опсособљена је: с мотором Т58-GE-3 од 820 kW, с пречником ротора од 14,63 m, да издржи 10 лица, односно терет од 1814 kg у виду бочних ракета.

### Кобра
Током Вијетнамског рата (1954—1975) војсци је био преко потребан јуришни хеликоптер у правом смислу те речи, који би пратио транспортне хеликоптере штитећи их у исто време од опасности са земље.
Ради тога још крајем 50их компанија „Бел хеликоптери“, изучавајући могућности својих дотадашњих хеликоптера, развила је нешто измењену верзију AH-47 Сијукса с аеродинамичним носом, кратким наоружаним крилима, покретним топом којим је управљао тобџија иза којег се налазио пилот; али се убрзо испоставило да је дотична летелица поприлично немоћна за захтевне задатке које је имала да обавља у Вијетнаму, па је поменута компанија морала да развије много бољег AH-1G Хјуија.
Ова побољшана верзија почела је да се испоручује од јуна 1968. године, а већ после три месеца су примећени први примерци у Вијетнаму. За разлику од класичног Хјуија, Кобра је имала врло узак (најшира тачка била је свега 975 mm широка) и углађен труп, али је у много томе имала сличности: 80% њихових делова је било готово идентично.
Наоружан шестоцевним митраљез-топом калибра 7.62 mm, а каткад и с аутоматским бацачем граната од 40 mm, оскрбљен са до чак седамдесет и шест ракета од 70 mm, као и електрично-хидрауличним топом од 20 mm, показао се у почетку као савршен ескортни јуришни хеликоптер (поготово онда када је оперисао заједно с OH-6A Кајузом), што су му многи и признали, мада је и даље имао низ мана, а једна од њих била је велика спорост због преоптерећености од претходно набројаних оружја.

### 
Верзија H је нешто измењена верзија D, чији је мотор T53-L-13 од 1044 kW. Као и остале верзије, и ова је била распоређена у Југоисточној Азији, пре свега на вијетнамско бојиште, где је служила у општој подршци, као теретни транспортер, у ваздухопловно-медицинској служби, а каткад и по потреби као јуришни хеликоптер. На бојном терену се појавила крајем 1967. г.

## Оперативна историја

### Војска САД
(касније преименован у UH-1А) је ушао у службу 101. из Форт Кемпбела (Кентаки) и 82. ваздушно-десантне дивизије, као и 57. медицинског одреда из Форт Блиса (Тексас), чији примерци су били први који су марта 1962. године отишли за Вијетнам, где су стигли месец дана касније. Убрзо након доласка 57. медицинског одреда у Вијетнам (где су смештени у близини 8. пољске болнице у Ња Трангу), вијетнамски побуњеници појачали су знатно своје делатности у делти реке Меконг. До краја јесени они су успешно потиснути са свих слеталишта од стране петнаест UH-1A-ова.
Али приликом једног другог окршаја који се збио у Ап Баку 2-3. јануара 1963. године, такође невеликих размера, од укупно четрнаест хеликоптера једанаест је претрпело озбиљња оштећења од којих је пет оборено. Амерички извори тај губитак објашњавају одсуством већег ратног искуства, али и превелике самоуверености која је владала међу пилотима. С друге стране, вијетнамски историчари оцењују овај окршај пресудним у рату, јер по њима побуњеници су коначно савладали како да обарају америчке хеликоптере. Због великог броја јужновијетнамских војника који су узели учешћа, а посебно због броја оборених америчких хеликоптера, битка код Ап Бака скренула је пажњу јавности.
До средине 1966. године водови јуришних хеликоптера, од којих се сваки сачињавао од осам UH-1 Хјуија, били су оптерећени задацима широм целог Јужног Вијетнама.
Готово 350 UH-1 Хјуија, CH–47 Чинука, OH-6 Кајуза и UH-1 јуришних хеликоптера је узело учешће у бици за Ке Сан, пруживши помоћ пешадијским батаљонима тиме што је њихову једну трећину одбацила на време.
Посада амфибијског брода USS Blue Ridge била је приморана да потопи много јужновијетнамских Хјуија у Јужно кинеско море 28. априла 1975. не би ли на тај начин ослободила простор за остале хеликоптере.
| - Аргентина - Аустралија - Бразил - Брунеј - Бурма - Чиле - Дубаи - Етиопија - Филипини - Гана - Грчка - Гватемала - Индонезија - Иран - Израел - Италија - Јамајка - Јапан - Југославија - Канада - Камбоџа | - Колумбија - Либан - Мексико - Холандија - Норвешка - Нови Зеланд - Оман - Панама - Перу - Јужна Кореја - САД, (ратно ваздухопловство, морнаричка пешадија, копнена војска, обалска стража) - Западна Немачка - Шпанија - Тајланд - Република Кина - Турска - Уганда - Уругвај - Венецуела - Замбија |  |